# Raketno gorivo
Raketno gorivo - (ang. propelant) je snov, ki je shranjena (po navadi v tanku) in se jo uporablja v obliki visokohitrostnega izpuha za potisk raket. Največkrat se s pojmom raketno gorivo označuje skupaj gorivo in oksidator. 
Gorivo za rakete je lahko trdno, tekoče ali plinasto. Nekatera plinasta goriva, kot npr. vodik in kisik, ki so pri sobni temperaturi plini, se po navadi stisne in ohladi na kriogenično temperaturo, pri kateri postanejo tekoča in se zato smatrajo kot tekoča goriva. Obstaja tudi "gel" gorivo, ki se pri shranjevanju obnaša kot trdno, pri delovanju pa kot tekoče in je zato lažje za rokovanje.
Enokomponentna goriva so iz ene snovi in po navadi vsebujejo katalizator. Pri dvokomponentnih gorivih, ki so najbolj pogosta, je ena komponenta gorivo, druga pa oksidator. Obstajajo tudi trikomponentne rakete, kjer je tretja komponenta lahko gorivo ali oksidator.
Treba je razlikovati med pojmoma "gorivo" - vir energije in "propelant" (tudi reakcijska masa) - snov ki ustavarja potisk. Pri večini kemičnih raket je gorivo in oksidator vir energije, obe snovi sta tudi propelanta. Lahko pa je propelant samo reakcijska masa, npr. inertni ksenon pri ionskem potisniku, vir energije pa je elektrika.
Obstajajo pa tudi inertna goriva, ki ne kemično reagirajo ampak delujejo samo kot potisni medij - reakcijska masa. Če jih segrejemo z visokoenergetskim izmenjevalnikom  dosežemo visokohitrostne izpuhe, ki ustvarajo potisk. Pri nekaterih motorjih lahko uporabimo elektriko (oziroma druge električne efekte) za pospeševanje reakcijske mase. Pri tem sistemu ne uporabimo zgorevalne komore, ker ne pride do zgorevanja goriva in oksidatorja.
Vse rakete, ki so jih izstrelili v vesolje so delovale na podlagi kemične reakcije. Trenutno samo kemične rakete razvijajo dovolj potiska za doseg orbite. Ionski potisnik ima precej večji specifični impulz kot kemične rakete, vendar razvija zelo majhen potisk (primerljiv teži lista A4 papirja). Zato je primeren za delovanje v vesolju, kjer ni potrebno hitro pospeševanje kot npr. izstrelitev iz Zemlje. Izpuh iz ionskih potisnikov ima hitrost 15-50 kilometrov na sekundo (specifični impulz 1 500–5 100 s), kar je štirikrat več kot najbolj zmogljivi motorji na vodik in kisik. Izkoristek ionskih potisnikov je 60-80%. Zato je količina porabljenega goriva (reakcijske mase) precej manjša kot pri kemičnih raketah.

## Kemična goriva
Obstajajo štirje glavne kategorije raketnih goriv: trdna, tekoča, kriogenična tekoča in enokomponentna tekoča.

### Tekoča goriva
- Tekoči kisik in kerozin (LOX - Liquid OXygen & RP-1 Rocket Propelant 1), velikokrat uporabljena za prvo stopnjo raket Saturn V, Atlas V and Falcon, Sojuz,  Zenit, bodočo Angaro in Dolgi pohod 6. Specifični impulz je okrog 340 sekund, goriva so okolju prijazna. Lahko se uporabi Sintin, ki je podoben kerozinu in ima okrog 10 sekund večji impulz

- Tekoči kisik in tekoči vodik (LOX - Liquid OXygen & Liquid Hydrogen) uporabljen na glavnih motorjih (SSME) raketoplana Space Shuttle, Centaur zgornji stopnji raket Atlas V, drugi stopnji Saturn V, na Delta IV Heavy, Ariane 5, in H-IIA. Največji specifični impulz med kemičnimi raketami, okrog 440 sekund. Ta goriva so najbolj okolju prijazna, čeprav niso povsem brez škodljivih emisij. Če so več časa na ploščadi pride do vretja "boil-off" majhnega dela kriogeničnih goriv in je zato potrebno dotankanje.

- Hipergolična goriva kombinacija didušikovega tetroksida  (N2O4) s hidrazinom (N2H4) ali pa njegovimi podobnimi molekulami, monometilhidrazin (MMH -  CH3 (NH)NH2) in nesimetrični dimetilhidrazin  (UDMH - H2NN(CH3)2): Prednost teh goriv, da so stabilna pri povprečnih temperaturah, zato je lahko raketa več časa (do 1 mesec) v pripravljenosti na izstrelitev, ni potrebno dotankanje. Po približno enem mesecu je potrebno zamenjati ali obnoviti motorje oziroma tanke. So pa ta goriva izredno korozivna, toksična, težka za rokovanje in nevarna za okolje. Specifični impulz je okrog 300 sekund. Ta goriva so uporabljale rakete Proton (za prve 3 stopnje), rakete Dolgi pohod, Ariane 4 in zgornje stopnje Fregat in Briz-M

### Trda goriva
Trdo raketno gorivo je po navadi v obliki zrnja. Trdogorivni potisniki na raketoplanu Space Shuttle so imeli zmes amonijevega perklorata (69,6 %), aluminijevega prahu (16 %), železovega oksida (0,4 %), ki služi kot katalizator, in gume, ki poleg goriva služi kot vezivno sredstvo. Prednost teh goriv, da se jih lahko hrani več časa v pripravljenosti. Skoraj vse balistične rakete ICBM imajo trdogorivne motorje. Raketni motorji na trda goriva so cenejši za izdelavo kot tekoči iste moči. Slabost trdogorivnih motorjev je, da se jih ne da ustaviti in kontrolirati potiska. Specifični impulz je tudi manjši.